# 마리오 바슬러
마리오 바슬러(Mario Basler, 1968년 12월 18일, 라인란트팔츠주 노이슈타트안데어바인슈트라세 ~ )는 은퇴한 독일의 축구 선수이자 현 감독이다. 그는 선수 시절 윙어로 활약하였다.

## 클럽 경력
그는 선수 시절 분데스리가의 1. FC 카이저슬라우테른, SV 베르더 브레멘, 그리고 FC 바이에른 뮌헨을 거쳤고, 2 분데스리가의 로트바이스 에센과 헤르타 BSC 베를린에서도 활약한 적이 있다.
1996-97 시즌과 1998-99 시즌, 그는 FC 바이에른 뮌헨 소속으로 리그 우승을 경험하였다.
1995년 바슬러는 분데스리가 득점왕에 올랐던 적이 있었고, 독일 축구 국가대표팀의 일원으로 UEFA 유로 1996에 참가하여 우승한 적도 있었으나, (바슬러의 등번호는 13번이었다.) 부상으로 인해 대회의 단 한경기도 출장하지 못하였다. 그는 국가대표팀 경기에 30회 출장하여 두번 득점하였다. 그는 바르셀로나 캄 노우에서 열린 누캄프의 비극으로 불리는 결승전에서도 선제골을 득점하였다. 경기시작 6분만에 그는 프리킥으로 득점하였다. 그러나 막판의 뒷심 부족으로 인저리 타임에 두골을 내주며 맨체스터 유나이티드 FC에 패하였고, 분루를 삼켜야 했다.
데드볼 스페셜리스트로, 바슬러는 프리킥으로 여러번 득점하였고, "올림픽 골"이라고 불리는 코너킥으로 바로 득점하는 경우도 두차례나 있었다.

## 국가대표팀 경력
그는 독일 축구 국가대표팀에 차출되어 30경기에 출전하여 2골을 기록하였다.

## 감독 경력
바슬러는 2004년 SSV 얀 레겐스부르크의 사령탑을 맡으며 감독직을 시작하였으나, 몇달이 안가 경질되었다. 2007년 7월, 그는 TuS 코블렌츠의 수석코치가 되었다. 그러나, 1년 뒤 그는 코블렌츠를 떠나 SV 아인트라흐트 트리어 05의 감독직을 맡기 시작하였다. 2010년 2월 21일 그는 트리어 감독직에서 해임되었다. 그는 같은해 8월에 SV 바커 부르크하우젠의 감독으로 임명되었다. 2010-11 시즌이 지나고, 부르크하우젠이 강등되자 바슬러는 해임되었다.

## 수상

### 클럽
SV 베르더 브레멘
- DFB-포칼: 1993-94

FC 바이에른 뮌헨
- 분데스리가: 1996-97, 1998-99
- DFB-포칼: 1997-98
- DFB-리가포칼: 1996-97, 1997-98, 1998-99

### 국가대표팀
- UEFA 유럽 축구 선수권 대회: 1996

### 개인
- 분데스리가 득점왕: 1994-95